# Wayne Taylor
Wayne Taylor (Port Elizabeth, 15 juli 1956) is een Zuid-Afrikaans autocoureur. In 2005 werd hij kampioen in de Daytona Prototype-klasse van de Rolex Sports Car Series. In 1996 en 2005 won hij de 24 uur van Daytona, en in 1996 won hij ook de 12 uur van Sebring. Zijn zoons Ricky Taylor en Jordan Taylor zijn ook allebei autocoureurs.

## Carrière
Taylor werd in 1986 kampioen in het Zuid-Afrikaanse kampioenschap voor coureurs. In 1987 debuteerde hij in de 24 uur van Le Mans met een vierde plaats. Vervolgens stapte hij in 1988 over naar de C2-klasse van het World Sportscar Championship. In 1989 kwam hij binnen dit kampioenschap uit in de C1-klasse. Tussen 1989 en 1993 nam hij daarnaast deel aan de IMSA GT, waarin hij tussen 1991 en 1993 uitkwam voor het fabrieksteam van Riley & Scott in een Intrepid RM-1.
In 1994 werd Taylor kampioen in de WSC-klasse van de IMSA GT, in een seizoen waarin hij onder meer tweede werd in zowel de 24 uur van Daytona als de 12 uur van Sebring. In 1996 behaalde hij zijn tweede titel en won hij voor het eerst in zowel Daytona als Sebring, zeges die hij deelde met Scott Sharp en Jim Pace. In 1998 won hij de Petit Le Mans en behaalde hij, samen met Eric van de Poele en Fermín Vélez, de zege in zijn klasse in de 24 uur van Le Mans.
Nadat de IMSA GT ophield te bestaan, stapte Taylor in 1999 over naar de American Le Mans Series. Tussen 2000 en 2002 maakte hij deel uit van het fabrieksteam van Cadillac tijdens hun optredens in de 24 uur van Le Mans. Dit project was geen groot succes, waardoor na drie jaar de stekker uit het programma werd getrokken. Taylor stapte hierop over naar de SPEED World Challenge, waarin hij in een privé-inschrijving met een Cadillac reed.
In 2004 stapte Taylor over naar de Rolex Sports Car Series, waarin hij samen met Max Angelelli voor SunTrust Racing in de Daytona Prototype-klasse reed. Hij won drie races en werd achter het duo Scott Pruett en Max Papis tweede in de eindstand. In 2005 behaalde Taylor zijn tweede zege in de 24 uur van Daytona, die hij met Angelelli en Emmanuel Collard deelde. In de rest van het seizoen wonnen Taylor en Angelelli nog vier races en werden zo kampioen in de klasse. In 2006 reden Taylor en Angelelli, naast de Rolex Sports Car Series, ook in de International Race of Champions. Zij werden hiermee het eerste duo dat deelnam aan dit kampioenschap.
In 2007 richtten Taylor en Angelelli een afsplitsing van het team van SunTrust op, genaamd Wayne Taylor Racing. Hij begon het jaar als fulltime coureur, maar zag na enkele races af van deze rol om zich meer te richten op de organisatie binnen het team. Hij reed tot 2011 nog wel de langeafstandsraces binnen de Rolex Sports Car Series, en in 2014 reed hij zijn laatste race in de 24 uur van Daytona. Wayne Taylor Racing bleek zeer succesvol; in 2013 werd het kampioen in de Rolex Sports Car Series met Angelelli en Taylors zoon Jordan als coureurs. In 2017 werden Jordan en zijn broer Ricky kampioen in de opvolger van dit kampioenschap, het IMSA SportsCar Championship, en tussen 2017 en 2021 won het team vier keer de 24 uur van Daytona en een keer de 12 uur van Sebring.